# 1925 en Grèce
Chronologie de la Grèce
- 1921
- 1922
- 1923
- 1924
- 1925
- 1926
- 1927
- 1928
- 1929

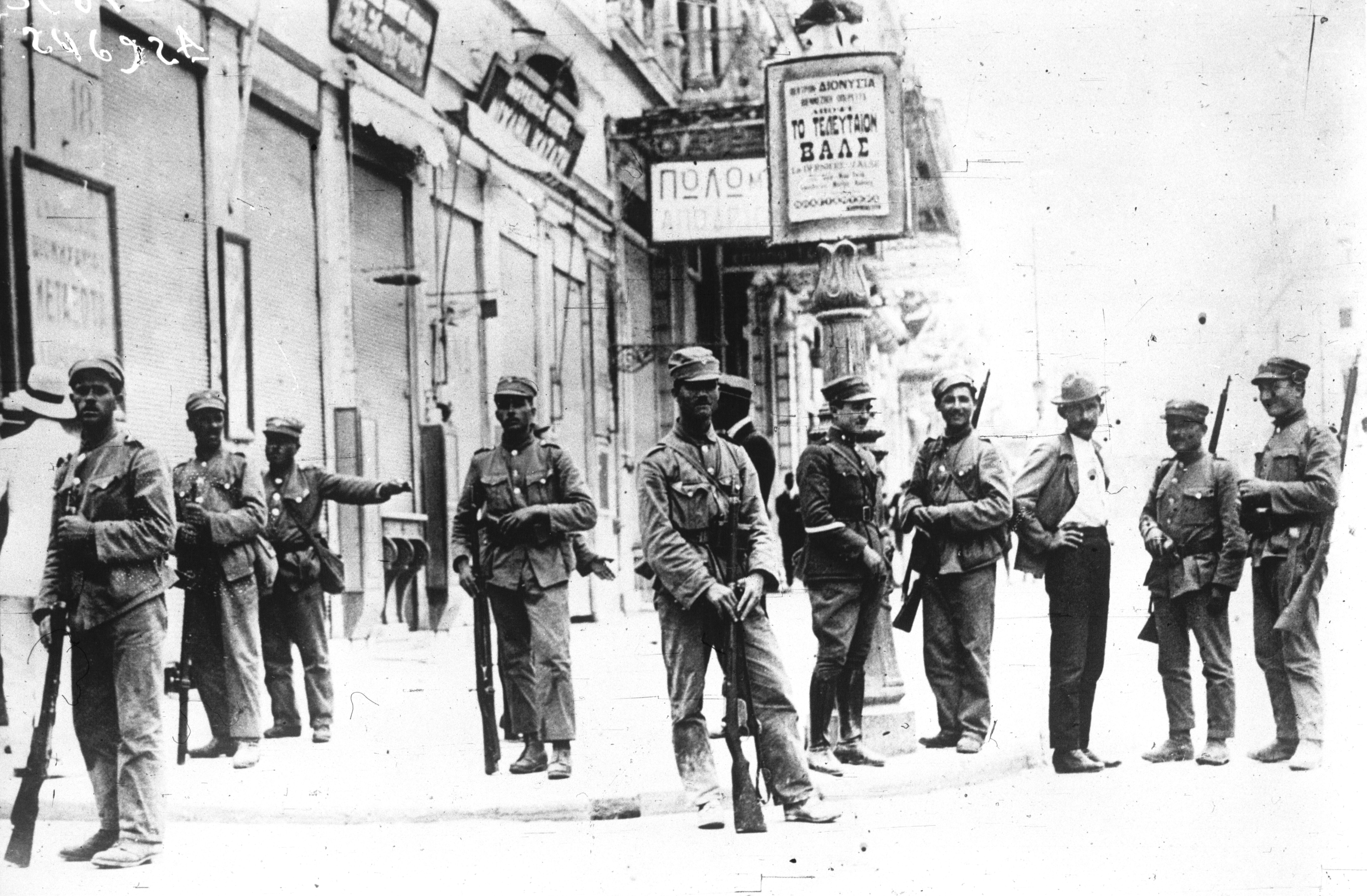
Soldats à Athènes à la suite du coup d'Etat du général Pángalos.

Cette page concerne les évènements survenus en 1925 en Grèce  :

## Évènements
- 25 juin : Coup d’État (el) par le général Theódoros Pángalos
- juin : découverte de l'éphèbe de Marathon.
- 19 octobre : Incident de Pétritch : une sentinelle bulgare tue un soldat grec à la frontière.

## Sortie de film
- Le Rejeton du destin

## Sport
- Championnat Panhellénique (1924-1925) (en)
- Championnat Panhellénique (1925-1926) (en)
- Création des clubs : Aris Larissa (en) OFI Crète, Olympiakos Le Pirée, (football), O.F.I. (omnisports) (en)

## Création
- Collège d'Athènes (en)
- Société philatélique hellénique (en)
- Université Aristote de Thessalonique

## Naissance
- Ioánnis Boútos, personnalité politique.
- Dimítrios Evrygénis, personnalité politique.
- Mános Hadjidákis, compositeur.
- Léo Missir, compositeur et directeur artistique.
- Panagiótis Tétsis, graveur et peintre.
- Míkis Theodorákis, compositeur et personnalité politique.

## Décès
- Loukás Doúkas (el), sculpteur.
- Geórgios Saratzís (el), peintre.
- Periklís G. Zerléntis (el), historien.